# 前山哈萨克族乡
前山哈萨克族乡（維吾爾語：نېرىنكىر قازاق يېزىسى‎）是中华人民共和国新疆维吾尔自治区哈密市伊吾县下辖的一个民族乡。

## 行政区划
前山哈萨克族乡下辖以下村级行政区划单位：
喀拉乌勒村、白雄村、塔拉布拉克村和石磨沟村。